# Matsumyia trilineata
Matsumyia trilineata är en tvåvingeart som först beskrevs av Hull 1943.  Matsumyia trilineata ingår i släktet Matsumyia och familjen blomflugor. Inga underarter finns listade i Catalogue of Life.